# Ödön Bodor

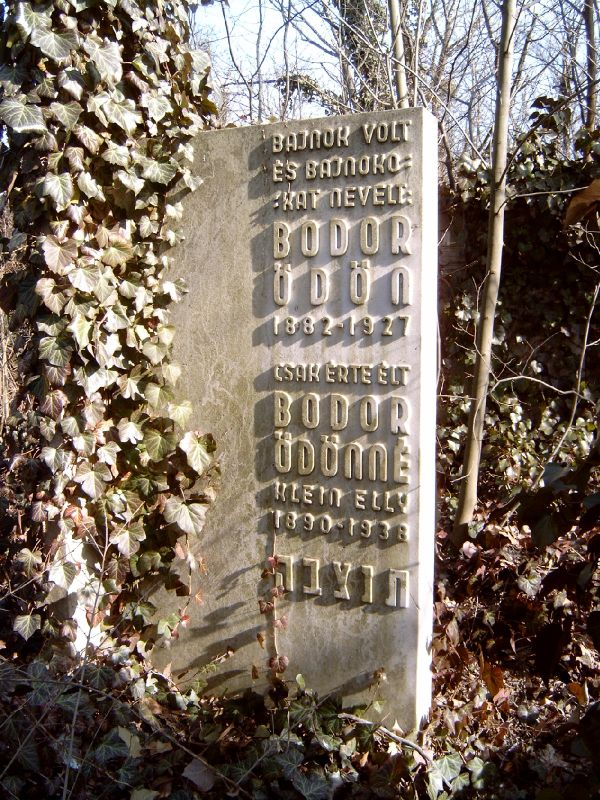
Grób Ödöna Bodora

Ödön Bodor, także Borodi (ur. 24 stycznia 1882 w Kapuvárze, zm. 22 stycznia 1927 w Budapeszcie) – węgierski piłkarz i lekkoatleta specjalizujący się w biegach sprinterskich i średniodystansowych, dwukrotny uczestnik letnich igrzysk olimpijskich (Londyn 1908, Sztokholm 1912), brązowy medalista olimpijski z Londynu w sztafecie olimpijskiej (200 m - 200 m - 400 m - 800 m).
Pierwsze sukcesy odnosił jako piłkarz. W 1905 r. został uhonorowany tytułem Piłkarz roku na Węgrzech. W 1908 r. reprezentował Królestwo Węgier na letnich igrzyskach olimpijskich w Londynie, zdobywając brązowy medal w sztafecie olimpijskiej (200 m - 200 m - 400 m - 800 m). Startował również w finale biegu na 800 metrów, w którym zajął IV miejsce, jak również w eliminacjach biegu na 1500 metrów (nie zakwalifikował się do finału). Na kolejnych igrzyskach (Sztokholm 1912) startował w eliminacjach biegów na 400 i 800 metrów, jak również w sztafecie 4 x 400 metrów, w żadnej z tych konkurencji nie zdobywając awansu do finału. Węgierska sztafeta z Bodorem na ostatniej zmianie ustanowiła podczas tych zawodów rekord kraju wynikiem 3:29,4.
Był wielokrotnym mistrzem Królestwa Węgier, m.in. trzykrotnie w biegu na 440 jardów (1908, 1909, 1911), pięciokrotnie w biegu na 880 jardów (1906, 1909, 1910, 1911, 1912) oraz czterokrotnie w biegu na 1 milę (1905, 1906, 1908, 1910).
Rekordy życiowe:
- bieg na 400 metrów – 51,7 (1908)
- bieg na 800 metrów – 1:55,4 (1908)
- bieg na 1500 metrów – 4:14,0 (1908)